# Lorenz Hecher
Lorenz Hecher (* 1. September 1946 in Giggenhausen, Bayern) ist ein ehemaliger deutscher Ringer.

## Werdegang
Lorenz Hecher wuchs in der Nähe der oberbayerischen Ringerhochburg Hallbergmoos, 30 km nördlich von München gelegen, auf. Schon als Kind trat er zusammen mit seinem drei Jahre älteren Bruder Alfons dem dortigen Ringerklub SV "Siegfried" bei. Im Jugend- und Juniorenbereich stellten sich bei deutschen Meisterschaften noch keine großen Erfolge ein. Er blieb jedoch dem Ringen treu und wurde mit dem 3. Platz im Halbschwergewicht bei den deutschen Meisterschaften 1970 in Freiburg im Breisgau belohnt. Lorenz Hecher, der mit 1,76 m für einen Schwergewichtler nur mittelgroß war, rang fast ausschließlich im griechisch-römischen Stil. Auf internationaler Ebene gelang ihm zwar kein Medaillengewinn, er erreichte aber mit einem vierten und einem fünften Platz bei Weltmeisterschaften und einem fünften Platz bei einer Europameisterschaft hervorragende Ergebnisse. Den deutschen Meistertitel gewann er insgesamt dreimal.
Lorenz Hecher wechselte mit seinem Bruder Alfons zum ASV Schorndorf und rang dort in der Ringer-Bundesliga. Er kehrte aber nach Oberbayern zurück und rang noch einige Jahre für die SpVgg Freising. Lorenz Hecher ist Landwirt.

## Internationale Erfolge
(OS = Olympische Spiele, WM = Weltmeisterschaft, EM = Europameisterschaft, GR = griechisch-römischer Stil, Hs = Halbschwergewicht, S = Schwergewicht, SS = Superschwergewicht, damals bis 90 kg, 100 kg und über 100 kg Körpergewicht)
- 1971, 5. Platz, WM in Sofia, GR, S, mit Siegen über Daniel Vernik, Argentinien, Willie Williams, USA, und Wraclaw Orlowski, Polen, und Niederlagen gegen Marin Kolew, Bulgarien, und Per Svensson, Schweden;
- 1972, 11. Platz, OS in München, GR, S, nach Niederlagen gegen Andrzej Skrzydlewski, Polen, und Ferenc Kiss, Ungarn (beide Ringer wurden wegen Passivität disqualifiziert);
- 1973, 5. Platz, EM in Helsinki, GR, S, mit Siegen über Aslan Aslan, Türkei, und Bruno Jutzeler, Schweiz, und Niederlagen gegen Nikolai Balboschin, UdSSR, und Nicolae Martinescu, Rumänien;
- 1974, 4. Platz, WM in Kattowitz, GR, SS, mit Siegen über Ömer Topuz, Türkei, und Einar Gundersen, Norwegen, und Niederlagen gegen Schota Morschiladse, UdSSR, und Alexandar Tomow, Bulgarien;
- 1975, 8. Platz, EM in Ludwigshafen am Rhein, GR, SS, mit Sieg über Arne Robertsson, Schweden, und Niederlagen gegen Roman Codreanu, Rumänien, und Topuz

## Deutsche Meisterschaften
- 1970, 3. Platz, GR, Hs, hinter Günter Kowalewski, Annen, und Ernst Knoll, Ziegelhausen;
- 1971, 1. Platz, GR, S, vor Alfons Hecher, Hallbergmoos, und Heinz Eichelbaum, Witten;
- 1973, 1. Platz, GR, S, vor Pedro Pawlidis, Aalen, und Heinz Essig;
- 1974, 2. Platz, GR, SS, hinter Wilfried Dietrich, Schifferstadt, und vor Gerd Volz, Ludwigshafen am Rhein;
- 1975, 1. Platz, GR, SS, vor Richard Wolff, Bad Reichenhall, und Alfons Hecher